# Robshelfordia hartmani
Robshelfordia hartmani är en kackerlacksart som beskrevs av Roth, L. M. 1991. Robshelfordia hartmani ingår i släktet Robshelfordia och familjen småkackerlackor. Inga underarter finns listade i Catalogue of Life.